# Tobias Strobl
Tobias Strobl (ur. 12 maja 1990 w Monachium) – niemiecki piłkarz grający na pozycji pomocnika. Od 2020 roku zawodnik FC Augsburg.

## Życiorys
Jest wychowankiem TSV 1860 Monachium. W czasach juniorskich trenował także w SV Aubing. W latach 2009–2011 był piłkarzem rezerw TSV 1860. 1 lipca 2011 odszedł do rezerw TSG 1899 Hoffenheim. 11 lutego 2012 zadebiutował w Bundeslidze w barwach pierwszego zespołu – miało to miejsce w zremisowanym 1:1 meczu z Werderem Brema. Do gry wszedł w 83. minucie, zmieniając Sebastiana Rudego. Od 1 lipca 2012 do 30 czerwca 2013 przebywał na wypożyczeniu w drugoligowym 1. FC Köln. 1 lipca 2016 odszedł na zasadzie wolnego transferu do Borussii Mönchengladbach.